# Kurt Witterstätter
Kurt Witterstätter (* 13. Mai 1939 in Pirmasens) ist ein deutscher Diplom-Sozialwirt, Autor und Hochschullehrer.

## Leben
Nach Studien von Sozialwirtschaft, Musikwissenschaft und Religionspädagogik in Freiburg, Göttingen und Münster (1965 Diplom-Sozialwirt, 1969 Lehramtsassessor) Professor an der Fachhochschule Ludwigshafen und musikjournalistische Tätigkeit (u. a. für die FAZ und den vormaligen SDR des SWR). Nach Emeritierung 2004 Aufbau und Leitung des ersten Master-Studiengangs Sozialgerontologie in Ludwigshafen. Danach arbeitete er als Schriftleiter beim Evangelischen Seniorenwerk ESW Berlin sowie als Rezensent bei Klassik.com und Socialnet.de. Er lebt in Speyer und ist verwitwet.

## Schriften
- Soziologie für die Altenarbeit/Soziale Hilfen im Alter (vierzehn Auflagen, Lambertus),
- Soziale Sicherung (sieben Auflagen, Luchterhand),
- Soziale Beziehungen (zwei Auflagen, Luchterhand), *Soziologie für die Pflege (zwei Auflagen, Lambertus/Kohlhammer).